# Równanie Soreau
Równanie Soreau – fundamentalne równanie nomografii, wyrażające zależność między współrzędnymi punktów leżących na jednej prostej. Trzy punkty leżą na jednej prostej wtedy i tylko wtedy, gdy:
{\displaystyle {\begin{vmatrix}x_{1}&y_{1}&1\\x_{2}&y_{2}&1\\x_{3}&y_{3}&1\end{vmatrix}}=0}
Jest to najogólniejsza postać zależności, którą może przedstawiać nomogram składający się z trzech krzywoliniowych skal, z którego korzysta się przez przyłożenie doń linijki.

## Przykład

Dany jest nomogram składający się z paraboli {\displaystyle y=x^{2},} wyskalowanej według wartości x w obu ćwiartkach układu współrzędnych (IV ćwiartka zawiera zmienną {\displaystyle u,} I ćwiartka zmienną {\displaystyle w}) oraz osi {\displaystyle y,} stanowiącej trzecią skalę nomogramu i zawierającą zmienną {\displaystyle v.} Wyprowadzić zależność na zmienną {\displaystyle w.}
Punkty skal wynoszą: {\displaystyle (u,u^{2}),(0,v),(w,w^{2}).} Konstruujemy równanie Soreau:
{\displaystyle {\begin{vmatrix}0&v&1\\u&u^{2}&1\\w&w^{2}&1\end{vmatrix}}=0}
Równanie to sprowadza się do postaci:
{\displaystyle uw^{2}-u^{2}w-v(u-w)=0,}
a zatem
{\displaystyle [w=-{\frac {v}{u}},\ w=u].}
W przypadku zilustrowanym na rysunku czerwoną linią przyjęliśmy {\displaystyle u=-2,v=3,} zatem {\displaystyle w=3/2.}